# 131 av. J.-C.
Cette page concerne l'année 131 av. J.-C. du calendrier julien proleptique.

## Événements
- 30 juillet 132 av. J.-C. (1er janvier 623 du calendrier romain) : début à Rome du consulat de Lucius Valerius Flaccus et Publius Licinius Crassus Dives Mucianus. Caius Papirius Carbo, tribun de la plèbe[1].
  - Le consul Licinius Crassus, également grand pontife, interdit à son collègue Valerius Flaccus, prêtre de Mars, d’aller combattre en Asie, l’accusant de négliger ses fonctions sacrées. Le peuple ordonne à Valerius d’obéir au grand pontife, et Mucianus part mener la guerre contre Aristonicos. C’est le premier grand pontife à quitter volontairement l’Italie[1].
  - Les deux censeurs Q. Caecilius Metellus Macedonicus et Quintus Pompeius cherchent à encourager la natalité face à la dépopulation. Metellus Macedonicus propose de contraindre tous les hommes à se marier. Il entre en conflit avec le tribun de la plèbe Caius Atinius Labeo Macerio, qui est expulsé du Sénat. Pour se venger, Labeo Macerio profite de son inviolabilité de sacrosanctus pour se saisir de Metellus sur la voie publique et l’entraîner au Capitole afin de le précipiter de la Roche Tarpéienne. Metellus n’est sauvé que par l’intervention d’un autre tribun, accouru avec ses quatre fils[2].
  - 318 823 citoyens romains[3].
  - Loi Papiria : Carbo propose une loi permettant la réélection des tribuns, et fait passer une loi tabellaire pour le vote des lois à bulletin secret[4].
  - Première publication de l’Acta Diurna, récapitulatif des évènements quotidiens à Rome[5].

- Début du règne en Inde de Vasumitra, roi Shunga du Magadha (fin en 124 av. J.-C.)[6].